# ورونوو (استان اشوی‌داشکسیه)
ورونوو (به لهستانی: Wronów) یک منطقهٔ مسکونی در لهستان است که در گمینا واشنگوو واقع شده‌است. ورونوو ۲۶۰ نفر جمعیت دارد.